# Mode survie (astronautique)
En astronautique, le mode survie est le mode de fonctionnement adopté par un engin spatial quand le système de contrôle embarqué ne parvient pas à éliminer une anomalie majeure. Il intervient principalement en cas d'incapacité à déterminer l'orientation de l'engin spatial, à maîtriser des mouvements de rotation ou lorsque l'énergie disponible décline sous un seuil critique. Dans ce mode, les priorités du logiciel de contrôle sont la maîtrise de l'orientation de l'engin spatial, la production d'énergie (orientation des panneaux solaires) et l'établissement d'une liaison radio avec la Terre en vue d'obtenir les instructions permettant le rétablissement d'un mode de fonctionnement normal.

## Événements déclencheurs
Les principaux événements susceptibles de déclencher le mode survie sont :
- l'incapacité de l'engin spatial à déterminer son orientation dans l'espace : l'éblouissement ou le dysfonctionnement des viseurs d'étoiles ou des capteurs solaires chargés de déterminer l'orientation de l'engin spatial entraînent une perte de repère qui ne permet plus d'orienter convenablement les panneaux solaires par rapport au Soleil et de communiquer avec la Terre.
- la perte du contrôle d'orientation ; que ce soit dans une phase propulsée ou non, un engin spatial peut se retrouver pour des raisons variables (mauvais fonctionnement des moteurs-fusées, fuite de gaz ou d'ergol, impact de micrométéorite..,.) lancé dans des mouvements de rotation que sa programmation ne parvient pas à contrôler.
- la chute de l’énergie disponible sous un seuil critique : lorsqu'un engin spatial ne dispose plus d'énergie il est en danger de mort car certains de ses composants risquent de ne pas résister aux températures extrêmes évitées en fonctionnement normal soit par des résistances chauffantes soit par une exposition soigneusement calculée par rapport au Soleil.

## Passage en mode survie
Lorsque le mode survie est déclenché, tous les sous-systèmes qui ne sont pas indispensables, sont arrêtés pour conserver un maximum d'énergie. La priorité la plus importante consiste à retrouver la maîtrise de l'orientation dans l'espace, car de celle-ci dépend la production d'énergie via les panneaux solaires (sauf si la source d'énergie est constituée par des batteries ou un RTG), et l'équilibre thermique de l'engin spatial. Enfin, le système de contrôle envoie au centre de contrôle de mission sur Terre une demande d'intervention accompagnée des données fournissant le contexte de l'incident afin de recevoir des instructions. Il dispose généralement d'antennes faible gain omnidirectionnelles (qui n'ont pas besoin d'être pointées avec précision vers la Terre) qui peuvent donc fonctionner avec un contrôle d'attitude complètement dégradé. La contrepartie de ce type d'antenne est le faible débit .

## Retour en fonctionnement normal
Une fois les communications établies entre l'engin spatial et le centre de contrôle, les opérateurs réalisent un diagnostic à partir des données transmises et transmettent des instructions pour que l'engin spatial puisse régler l'anomalie à l'origine du passage en mode survie et retourner dans un mode de fonctionnement normal. La sortie du mode survie peut durer quelques heures à quelques semaines selon la complexité du diagnostic, la difficulté de l'engin spatial à communiquer avec le centre de contrôle et la distance entre la Terre et l'engin spatial.

## Suspension du mode survie
La possibilité de passer en mode survie peut être suspendue par l'ordinateur contrôlant l'engin spatial durant une phase critique du vol. C'est le cas par exemple de la sonde spatiale Cassini-Huygens lors de sa manœuvre d'insertion en orbite autour de Saturne. Le passage en mode survie durant cette manœuvre délicate aurait entraîné la perte de la mission.

## Fréquence
Le passage en mode survie est un événement relativement fréquent. Une étude portant sur 21 missions interplanétaires lancées par la NASA entre 1989 et 2013 (en cumulé 168 années de séjour dans l'espace) a décompté 240 passages en mode survie. Il a fallu entre 1 et 10 jours pour rétablir la situation.

## Exemples de passage en mode survie
| Engin spatial        | Type                 | Date            | Contexte                                 | Événement déclencheur                                              | Sortie du mode survie | Conséquences                                                                            |
| -------------------- | -------------------- | --------------- | ---------------------------------------- | ------------------------------------------------------------------ | --------------------- | --------------------------------------------------------------------------------------- |
| New Horizons         | Sonde spatiale       | 4 juillet 2015  | 10 jours avant le survol de Pluton       | Séquence d'instruction erronée                                     | Oui                   | Perte de certaines données scientifiques                                                |
| Mars Global Surveyor | Sonde spatiale       | 2 novembre 2006 | En orbite autour de Mars                 | Panneau solaire placé en butée à cause d'une erreur de paramétrage | Non                   | Perte de la sonde spatiale à cause d'une erreur de paramétrage affectant le mode survie |
| SoHO                 | Observatoire solaire | 24 juin 1998    | En orbite autour du point de Lagrange L1 | Perte d'orientation pour des raisons inconnues                     | Oui                   | Fonctionnement rétabli le 16 octobre 1998                                               |